# Alexander H. Schwarz
Alexander H. Schwarz (* 31. März 1957 in Marburg an der Lahn, Hessen) ist ein deutscher Buchautor.

## Leben
Alexander Schwarz besuchte das Gymnasium Philippinum in Marburg und begann als 14-Jähriger mit dem Segelflugsport.
Nach dem Abitur an der Stiftsschule St. Johann in Amöneburg im Jahr 1976, wurde Alexander Schwarz Hessischer Meister im Segelflug und qualifizierte sich für den C-Kader der Deutschen Jugend-Nationalmannschaft im Bundesluftsportbund.
Von 1976 bis 1978 absolvierte er den Grundwehrdienst am damaligen NATO-Fliegerhorst Memmingen. Als Leistungsträger des Bundesluftsportbundes wurde er für relevante Segelflugwettbewerbe freigestellt. Anschließend, bis Mitte der 1990er Jahre, war er Segelfluglehrer des Deutschen Aeroclubs am Verkehrslandeplatz Marburg-Schönstadt.
Als Inhaber einer zusätzlichen Lizenz für Leichtflugzeuge flog Alexander Schwarz zu Zielen bis in das westeuropäische Ausland. Die gemäß Allgemeiner Luftfahrt individuell wählbaren Luftwege führten quer über Land und Wasser. Zu den Zielen gehörten u. a. der Insel-Flughafen Sylt, der Aéroport de Lyon-Saint-Exupéry von Lyon, und zum Auftanken für Flüge auf die Kanaren die Flughäfen von Málaga in Andalusien und Agadir in Marokko.
Zehn Jahre später veröffentlichte er Teile seiner Erfahrungen als Kurzgeschichten: Die Rezension zu Tag der Frösche – 16 seltsame Reisen betitelte Thomas Findeiss für Die Tageszeitung mit „Alles ist erleuchtet: der Blick des Piloten auf eine Gewitterfront, die unausweichlichen Modalitäten des Seins.“ In Der Blinde Passagier (S. 97 ff.) verdeutlichte der Autor während des Fluges nach Teneriffa, mit einem Brautpaar durch mehrere Gewitterzellen, anhand einer MacGuffin-Schmeißfliege im Cockpit der fabrikneuen Piper Aztec, dass es niemals nur die eine Chance gäbe.
Bereits 1981 hatte Alexander Schwarz das Studium der Rechtswissenschaft an der Albert-Ludwigs-Universität Freiburg begonnen, wechselte an die Freie Universität Berlin und belegte stattdessen den Fachbereich Kunstgeschichte.
1986 beteiligte er sich an zwei Berliner Produktionsfirmen für unabhängige Videoproduktionen, arbeitete in unterschiedlichen Funktionen bei Konzertfilmen und Musikvideos u. a. zu Yello mit Shirley Bassey, Nina Hagen, Nick Cave and the Bad Seeds und Kai Hansen mit Gamma Ray.
Von 1988 bis 1996 betrieb Schwarz das Videostudio der Casting-Agentur Film and Faces von Renate Landkammer.
Es gibt Unstetes wie Vielseitiges, aber, so formuliert er doppeldeutig in einer seiner Kurzgeschichten, „die wahre Freiheit des Menschen ist die Bewegungsfreiheit.“ Der Erzählungsband mit der Episode: Zeit. Genug. (S. 21ff.) erschien 2002 im Berliner Taschenbuch Verlag, inzwischen Bloomsbury Publishing, unter dem Titel Tag der Frösche. Die Literaturseite des Berliner Stadtmagazins Zitty (Ausgabe 17/2003, Seite 67) erklärte: „Schwebend, ohne sich in wirre Spekulation zu verlieren, stolpert der Leser diesem Erzähler nicht hinterher, sondern folgt ihm wie ein Schatten, manchmal froh, ihm nicht vorausgegangen zu sein.“ Und Findeiss ergänzte in der TAZ: Schwarz‘ Geschichten „tragen das Wasserzeichen des Lebens und gehören zum Besten, was es in Deutschland in diesem Genre gibt. […] Nach dem Geschrei um die fehlenden neuen deutschen Short Stories: Hier sind sie.“
In den 2000er Jahren erhielt Alexander Schwarz mehrere Förderungen der griechisch-europäischen Kulturstiftung European Writers and Translators auf Rhodos sowie Paros und vom Europäischen Übersetzungszentrum EKEMEL. Damit entwickelte er seine erste Romanvorlage und verfasste weitere Kurzgeschichten.
2009 erschien im Pendragon Verlag der Kriminalroman über eine unbekannte Designerdroge in Marseille. Für das Rezensionsforum Literaturkritik.de fasste Walter Delabar zusammen: „Eine neue Droge überschwemmt den Markt, anscheinend derart attraktiv, dass die spektakulären Todesfälle dem Erfolg nicht im Wege stehen. […] Woher die neuen Drogen kommen, welche Wege sie gehen, wissen die lokalen Gangs nicht. […] Das lässt auf ein Konzept schließen, in dem es eine Gesamterklärung der Vorkommnisse in dieser Marseille-Welt nicht geben soll. […] Das lässt vermuten, dass Schwarz keine angeblich große Lösung bieten will, die am Ende doch wieder nur ein paar halbgare Bösewichter an die literarischen Richter ausliefert. Das lässt auch erkennen, dass es Schwarz seinen Lesern nicht übermäßig einfach machen will.“ Flip Rouge wurde von Claus Kerkhoff in CulturMag als TOP 5 Krimi der Jahreshighlights 2011 gelistet: „Ein Fast-Debütroman, der bei mir untergegangen ist - zu Unrecht. Ein Marseille Roman mit einem zähen Beginn. Als der Autor sich freischwimmt, beginnt seine Geschichte zu swingen.“
2019 verlegte der Dr. Balistier Verlag den Titel Ein Glas Tränen – vierzehn Erzählungen aus Hellas: „Menschen, Tiere, Pflanzen – alles scheint unter dem Dach des Olymp und den wachsamen Augen von Zeus in Bewegung […] Im Leben und im Tod durchdringen sich tragische und komische Momente.“ Wie z. B. in der Titelgeschichte (S. 41 ff.), wo der schwerstkranke Babis seinen langjährigen Freund bittet, ihm ein „großes, frisches, kaltes Wasser“ zu holen: „aus dem Automat (!)“, und der Ich-Erzähler Schwarz ihn nach diesem Gefallen nur noch tot im Bett findet, sich mit diesen drei letzten Worten abfinden und sich gegenüber der Witwe rechtfertigen muss. Eine 15. Geschichte: In Griechenland fällt Schnee doch meist als Regen (S. 121 ff.), ist als Bonus abgedruckt.
Alexander H. Schwarz lebt und arbeitet in Berlin.

## Wissenswert
Alexander Schwarz darf nicht verwechselt werden mit den gleichnamigen Autoren von Reiseliteratur, Romanen mit deutlichen Bezügen auf Nordische Länder oder historische Steinbildhauerei.